# ストナー-ヴォールファールト模型
ストナー-ヴォールファールト模型 （ストナー-ヴォールファールトもけい、英: Stoner-Wohlfarth model）、またはストナー-ウォルファース模型（ストナー-ウォルファースもけい）は単磁区の強磁性体の磁化について広く用いられているモデルである。このモデルはヒステリシスをもつ簡単なモデルの一例であり、磁気記録装置や生体磁性、岩石磁性、古地磁気などを考える際に微小な磁性粒をモデル化するために使われる。

## 歴史
ストナー-ヴォールファールトのモデルはw:Edmund Clifton Stoner と w: Erich Peter Wohlfarthによって考案され、1948年に論文として発表された。この論文には磁性体がランダムな向きにたくさん置かれた系の応答についての数値計算も含まれているが、当時はコンピュータが広く用いられるようになる前であったので、計算は数表と手計算によって行われた。

## 概要

図1.
ストナー-ヴォールファールト模型に用いられる変数の説明図。破線は粒の容易化軸を表す。

ストナー-ヴォールファールト模型では強磁性体の磁化ベクトルMの大きさは常に一定として考えるが、磁場H によって磁化の方向を変えることができるものとする。
磁場をある軸上にかけるものとするとき、その大きさはのちの議論で定義されるスカラー値hで表す。hは負の値にもなりえる。
強磁性体は一軸磁気異方性を持つものとし、その異方性の強さを表すパラメータをKuと置く。
また磁場を与えたとき、磁化Mは磁場の方向と容易化軸が成す平面に拘束されるものとする。すると磁化と磁場の成す角度φでMの向きを表すことができる（図1）。また磁場と容易化軸の角度をθとする。

### 方程式
ストナー-ヴォールファールト模型では、このシステムのエネルギーを次のように与える

ここでVは強磁性体の体積、Msは飽和磁化、
μ0は真空の透磁率である。
上式の第一項は磁気異方性を第二項は印加された磁場との（しばしばゼーマンエネルギーと呼ばれる）相互作用を表す。
またストナーとヴォールファールトはこの式を以下のように無次元化した

ここで h = μ0MsH/2Kuと定義される。
磁化の方向に関して力の釣り合いが保たれる点を探したい。そのような釣り合いは磁化の方向に関するエネルギーの一回微分がゼロとなる点で起こる。
もしこの点がエネルギーの極小値であれば、この釣り合い点は力学的に安定となる。すなわちエネルギーの２回微分が以下を満たすときである。
磁場が全くない時は磁気異方性の項は磁化が容易化軸方向を向いている時に最小化され、大きな磁場がかかっている時には磁化は磁場の方向を向くことが確かめられる。

### ヒステリシス曲線

図2.
ストナー-ヴォールファールト模型の解曲線の一例。
hとm_{h} は −1 から +1の間を動く。
赤と青の実線はエネルギーの極小を、破線は極大を示す。
また図の3箇所について縦軸方向にパラメータを変化させた時のエネルギー曲線の様子を挿入図に示した。

容易化軸と磁場とのなす角度θの1つの値について、式(3)は2つの解を持つ。
これらの解はφでパラメトライズされた解曲線をなすが、この解曲線を求めるには単に
φを変えながら式(3)をhについてとけば良い。
曲線はφ が 0 から πまでと、π から 2πまでを動く間は連続的であり、φ = 0 と πで解はh = ±∞に対応する特異性を持つ。
磁化の磁場方向の成分はMs cos φであるが、曲線をプロットする際には
規格化されたmh = cos φを用いることが多く、
磁場の方も規格化されたhを用いてプロットされることが多い。
図2はそのようなプロットの一例である。（赤と青の）実線は安定な磁化方向を表している。
−1/2 ≤ h ≤ 1/2を満たす磁場においてこの2つの実線は共存し、この磁場の範囲では安定な磁化方向が2方向存在することがわかる。この範囲でヒステリシスが生じるのである。
挿入図には縦軸に平行な3つの直線上でのエネルギー曲線を示した。
これらの図の中で赤と青の点は安定な磁化方向をもつ点、つまり極小点を表す。
また本図において赤と青の破線が縦方向の破線と交わる点はエネルギーが極大となる磁化方向を表し、2つの極小点の間のエネルギー障壁を決める。
通常の磁気ヒステリシスの実験では、hを大きな正の値から絶対値の大きい負の値まで動かす。図の青い曲線はこの時の磁化方向の変化に対応する。
h = 0.5に達すると赤い曲線が現れるが、この時点では青い線で表される磁化方向の方が磁場の向きに近いためエネルギーは赤い線で表されるものより低い。
hが負の値をとると今度は赤い線で表される状態の方が青い線の方よりもエネルギーが低くなる。しかしエネルギー障壁が存在するため
直ちには赤い線の状態に飛び移ることができない。磁場がh = -0.5に達するとエネルギー障壁はなくなり、それ以上の磁場を負の方向に増やすと
青い曲線は存在できなくなるので、赤い線の方に飛び移ることになる。
この飛び移りの後で、磁場を正方向に増やしてもh = 0.5で青い曲線に飛び移るまでは磁化は赤い曲線上の値を保つ。
プロットの際はヒステリシス・ループのみが表示されることが普通で、熱ゆらぎの効果を考慮しない場合にはエネルギーの極大値については考えない。
ストナー-ヴォールファールト模型は磁気ヒステリシスをもつモデルの古典的な例である。
ヒステリシス曲線は原点まわりの180°の回転に対して対称で、
状態の飛び移りがh = ± hsでおこる。
このhsは反転磁場(switching field)として知られている。

### 磁場方向についての依存性

図3.
磁場と容易化軸の間の角度をいくつか取った時のストナー-ヴォールファールト模型のヒステリシス曲線

ヒステリシス曲線の形状は磁場と容易化軸との角度に強く依存する（図3）。
もし磁場と容易化軸が平行(θ = 0)であれば、
ヒステリシス曲線はもっとも大きなものとなり、hs = 1の反転磁場で
mh = 1へと飛び移る。
この場合、磁化は磁場に対して平行なところから始まって、その磁化方向が不安定となって反転するまで
全く回転しない。
一般の場合では、容易化軸と磁場の方向が大きくなるとより磁化の回転が起こりやすくなる。
もっとも極端なθ = 90°の（磁場が容易化軸に垂直にかかる）場合、
状態の飛び移りは起こらず、
磁化は連続的にある方向から別の方向へと回転する
（但しこの時も2つの回転方向(φ < 0とφ > 0)がある）。
ある与えられたθの値について、
反転磁場に達するとそれまでの磁化方向はエネルギーの最小値
(∂2η/∂ φ2 > 0)
からエネルギーの最大値
(∂2η/∂ φ2 < 0)
へと変化する。
したがって反転磁化は式(3)と
∂2η/∂ φ2 = 0を
同時に解くことによって与えられる。
その解は

となる。但し、

と置いた。
ここから規格化された反転磁化は
0.5 ≤ |hs| ≤ 1を満たす
ことがわかる。
反転磁場を表す別の方法は磁場h を
容易化軸方向の成分
h|| = h cos θ'’と
それに垂直な成分h⊥ = h sin θ
に分けることである。
この時、反転磁場は

を満たす。それぞれの磁場方向の成分を縦軸と横軸にとってプロットしたものは
ストナー-ヴォールファールトのアステロイド(w: Stoner–Wohlfarth astroid)
と呼ばれる。
このアステロイドから作図によって
磁気ヒステリシス曲線を計算することも可能である。

## 等方かつ一様な系への適用

### ヒステリシス

図4. 同一の磁性粒子からなる等方的な
物質のヒステリシス主曲線。磁化と磁場はそれぞれ
m_{h} = M_{H}/M_{s}
および
h = H/2K_{u}と規格化されている。
原点から始まる曲線は初磁化曲線と呼ばれる。
2方向の矢印は可逆な変化を、1方向の矢印は不可逆な変化を表す。

ストナーとヴォールファールトは同一の磁性粒子がランダムな方向性を持って寄り集まった
等方的な系のヒステリシス主曲線を計算した(図4)。
0.5 < |h| < 1の範囲では不可逆な変化(一方向の矢印)が起こり、
その他の場所では可逆な変化(双方向の矢印)がおこる。
規格化された飽和残留磁化mrs 
と保磁力hc も図に示されている。
図中央の曲線は初磁化曲線と呼ばれるもので、磁場をかける前に系が消磁されていた
場合の振る舞いを表している。
ただし消磁はそれぞれの磁性粒子が容易化軸に平行な2つの方向のどちらかを
同じ確率で向くように行われたと仮定した。
そのためこの曲線は主曲線の上側の分枝と下側の分枝の平均をとったような
振る舞いをする。

### 等温残留磁化

図5. 多くの理想的な粒をランダムな方向に置いた等方的な系における3種類の等温残留磁化。
すなわち残留磁化m_{ir}（irの添え字は等温残留磁化(isothermal remanent magnetization)より）、交流消磁残留磁化m_{af}、直流消磁残留磁化m_{df}。

図5は等方的な系における残留磁化の計算結果を表している。ここでは系は多くの理想的な粒をランダムな方向に置いたものを考える。
等温残留磁化は消磁されたサンプルから始めて、徐々に磁場を印加することで得ることができる。
曲線mir(h) は規格化残留磁化を磁場の関数として表したものである。
h = 0.5 までは値に変化は起こらないが、これは反転磁場が 0.5よりも大きいためである。この大きさの磁場までは磁化の変化は可逆である。磁化はh = 1に至って飽和する。この磁場は反転磁場の取りうる最大の値である。
残る2つの残留磁化は飽和磁化の減磁に関するものである。そのためどちらの曲線も
規格化された単位で1のところから始まる。これらの場合も磁場が0.5に達するまで値に変化は起こらない。mdc が0になるところの磁場の値は保磁力と呼ばれる。
| パラメータ                       | 理論値                |
| -------------------------------- | --------------------- |
| {\displaystyle M_{rs}/M_{s}}     | {\displaystyle 0.5}   |
| {\displaystyle H_{c}/2K_{u}}     | {\displaystyle 0.479} |
| {\displaystyle H_{cr}/2K_{u}}    | {\displaystyle 0.524} |
| {\displaystyle \chi _{0}/2K_{u}} | {\displaystyle 2/3}   |
| {\displaystyle H_{cr}/H_{c}}     | {\displaystyle 1.09}  |

右表はこの計算に基づく磁気ヒステリシスのパラメータ値をまとめたものである。これまでに用いた規格化された物性値は通常の観測値と比べられる値に戻すことができる。パラメータHcr は保磁力、χ0は初磁化率（消磁されたサンプルの磁化率）である。

## より一般的な系
上に述べた計算は理想的な粒のものであるが、実際のサンプルでは磁気異方性パラメータKuがそれぞれの粒で異なる。そのことによってMrs/Msは変化しないが、全体的なループの形は変化する。 このループの形を特徴づけるパラメータとしてよく用いられるのはHcr/Hc比である。この比は上記の理想粒の場合は1.09となり、理想粒からずれる場合はこれよりも大きな値となる。 Mrs/MsをHcr/Hcについて図示したものは磁性鉱物の磁区の状態（単磁区か多磁区か）をはかるものとして岩石磁気学でよく用いられる。

### ヴォールファールト関係式
ヴォールファールトはストナー-ヴォールファールト模型における各種の残留磁化について以下の関係式が成り立つことを見出した。

これらの”ヴォールファールト関係式”は残留磁化を飽和磁化の消磁過程とを結びつけるものである。ヴォールファールトはより一般的に、飽和には至らない残留磁化についての着磁過程と消磁過程を結びつける関係式についても述べている。
ヴォールファールト関係式に従うと、それぞれの残留磁化を縦軸と横軸にとれば直線のグラフを描くことができる。このような図をヘンケルプロット(Henkel plot)と呼び、ストナー-ヴォールファールト模型の妥当性を調べるために実際のサンプルについて測定された残留磁化をこの方法用いて表されることがしばしばある。

## モデルの拡張
このようなストナー-ヴォールファールト模型の簡便さは一つの美点であるが、実際の磁石の性質を表すには足らないことがしばしばある。モデルを拡張する方法はいくつかある。
- 磁気異方性の部分を拡張する。ヒステリスループを単純立方の場合の磁気異方性を用いて計算したり、立方と単軸性の両方の磁気異方性を取りいれてさせて計算したりする。
- 熱揺らぎを取りいれる。熱揺らぎによって安定状態間のジャンプが可能になるのでヒステリシスは減少する。Pfeiffer[7]はストナー-ヴォールファールト模型に熱揺らぎの効果を取りいれて論じている。この時ヒステリシスは磁性粒の大きさに依存する。粒のサイズが小さくなる(ジャンプにかかる時間が減少する)と系は超常磁性状態へとクロスオーバーする。
- 粒どうしの相互作用を取りいれる。磁石の間の静磁的な相互作用や交換結合は磁気的な性質に大きな影響を与えうる。もし磁石が一列に並んでいるのであれば、それらは一体となって動きストナー-ヴォールファールト模型で言うところの粒のように振るまう。このような効果はマグネトソームやマグネトタクティックバクテリア（en:Magnetotactic bacteria）に見られる。他の配置では相互作用はヒステリシスを減らす方向に働きうる。
- 非一様磁性への一般化。このような計算はマイクロマグネティクスの領域で扱われる。

## 注
1. 1 2 3 4 5 6 7 8  Stoner & Wohlfarth 1948
2. ↑  本項でヴォールファールトとしているWohlfarthは若くしてイギリスに移住したので日本語の文献では英語読みを採用されることが多い。たとえばBlundell & 中村裕之に見られる。
3. ↑  Mayergoyz 2003
4. 1 2  Wohlfarth 1958
5. ↑  Day, Fuller & Schmidt 1977
6. ↑  Zhang et al. 2003
7. ↑  Pfeiffer 1990